# Liste der Baudenkmäler in Rohr (Mittelfranken)
Auf dieser Seite sind die Baudenkmäler in der mittelfränkischen Gemeinde Rohr zusammengestellt. Diese Tabelle ist eine Teilliste der Liste der Baudenkmäler in Bayern. Grundlage ist die Bayerische Denkmalliste, die auf Basis des Bayerischen Denkmalschutzgesetzes vom 1. Oktober 1973 erstmals erstellt wurde und seither durch das Bayerische Landesamt für Denkmalpflege geführt wird. Die folgenden Angaben ersetzen nicht die rechtsverbindliche Auskunft der Denkmalschutzbehörde.
 Die Liste gibt den Fortschreibungsstand vom 31. August 2017 wieder und umfasst 34 Baudenkmäler.

## Baudenkmäler nach Gemeindeteilen

### Rohr
| Lage                                  | Objekt                                          | Beschreibung | Akten-Nr.     | Bild                 |
| ------------------------------------- | ----------------------------------------------- | --- | ------------- | -------------------- |
| Alte Gasse 7 (Standort)               | Ehemaliges Bauernhaus                           | Kleiner, giebelständiger Satteldachbau mit Fachwerkobergeschoss und -giebel, erste Hälfte 19. Jahrhundert. | D-5-76-142-3  | BW                   |
| Am Sand 1 (Standort)                  | Wohnhaus                                        | Zweigeschossiger, traufseitiger Steilsatteldachbau mit verputztem Sandsteinerdgeschoss, Backsteinobergeschoss und Fachwerkgiebel, 18./19. Jahrhundert, bezeichnet mit „1759“ und „1847“, Obergeschoss 1900 erneuert. | D-5-76-142-5  | BW                   |
| Bachgasse 1 (Standort)                | Ehemaliges Bauernhaus                           | Erdgeschossiger, giebelständiger Steilsatteldachbau mit Fachwerkgiebel und Zwerchhaus-Ausbau, 18. Jahrhundert, Zwerchhaus vor 1900. | D-5-76-142-6  | BW                   |
| Buchschwabacher Straße 1 a (Standort) | Scheune                                         | Langgestreckter Fachwerkbau auf Sandsteinsockel mit Steilsatteldach, um 1895, 1912 verlängert. | D-5-76-142-7  | BW                   |
| Nähe Gaulnhofer Weg (Standort)        | Kreuzstein                                      | Sandstein, wohl mittelalterlich. | D-5-76-142-17 | weitere Bilder       |
| Hauptstraße 8 (Standort)              | Scheune                                         | Giebelständiger Fachwerkbau mit Steilsatteldach, um 1800, 1902 straßenseitig verlängert. | D-5-76-142-9  | BW                   |
| Hauptstraße 20 (Standort)             | Ehemaliges Schulhaus                            | Zweigeschossiger Sandsteinquaderbau mit Walmdach, 1836–1842. | D-5-76-142-10 | Ehemaliges Schulhaus |
| Hauptstraße 24 (Standort)             | Gasthaus                                        | Zweigeschossiger, giebelständiger Sandsteinquaderbau mit Steilsatteldach und Aufzugsdächlein, im Kern Fachwerkanlage des 17./18. Jahrhunderts, bezeichnet mit „1760“. | D-5-76-142-11 | Gasthaus             |
| Kirchensteig 3 (Standort)             | Scheune                                         | Fachwerkbau mit Steilsatteldach, 1899. | D-5-76-142-12 | BW                   |
| Pfarrgasse 2 (Standort)               | Evangelisch-lutherische Pfarrkirche St. Emmeram | Sandsteinquaderbau mit eingezogenem, polygonal geschlossenem Chor, seitlichem Turm mit Spitzhelm und zweigeschossigem Langhausvorbau mit Walmdach, flachgedecktes Langhaus mit zweiseitig umlaufender Empore und Chor mit Kreuzrippengewölbe, im Kern spätgotisch, 1493, Langhausverbreiterung 1544, Umbauten und Restaurierung 1651–62, 1731/32 und 1911/12; mit Ausstattung. | D-5-76-142-14 | weitere Bilder       |
| Pfarrgasse 4 (Standort)               | Pfarrhof                                        | Zweigeschossiger, giebelständiger Steilsatteldachbau mit Fachwerkobergeschoss und -giebel, 17./18. Jahrhundert. | D-5-76-142-15 | Pfarrhof             |

### Christenmühle
| Lage                       | Objekt                               | Beschreibung | Akten-Nr.     | Bild                                 |
| -------------------------- | ------------------------------------ | --- | ------------- | ------------------------------------ |
| Christenmühle 1 (Standort) | Kunstmühle, sogenannte Christenmühle | Müllerwohnhaus, zweigeschossiger, giebelständiger und verputzter Sandsteinquaderbau mit Steilsatteldach, Aufzugsdächlein und seitlicher Laube, wohl 18. Jahrhundert, Erneuerung bezeichnet mit „1885“; Kunstmühlgebäude, turmartiger, verputzter Mansarddachbau, westlich an das Müllerwohnhaus angebaut, 1921–23; ehemaliges Nebengebäude, zweigeschossiger, giebelständiger und verputzter Steilsatteldachbau mit traufseitigem Fachwerkobergeschoss, heute mit Müllerwohnhaus verbunden, im Kern 1727, Obergeschoss zweite Hälfte 19. Jahrhundert. | D-5-76-142-18 | Kunstmühle, sogenannte Christenmühle |

### Dechendorf
| Lage                    | Objekt                   | Beschreibung | Akten-Nr.     | Bild |
| ----------------------- | ------------------------ | --- | ------------- | ---- |
| Fliederweg 3 (Standort) | Ehemaliges Wohnstallhaus | Erdgeschossiger, traufseitiger Sandsteinquaderbau mit Steilsatteldach, Fachwerkgiebel und breiter Schleppgaube, bezeichnet mit „1884“, 1921 umgebaut; ehemalige Scheune, Sandsteinquaderbau mit Steilsatteldach und Fachwerkgiebel, um 1887.                           | D-5-76-142-19 | BW   |
| Tannenweg 4 (Standort)  | Wohnstallhaus            | Zweigeschossiger, giebelständiger und verputzter Sandsteinquaderbau mit Steilsatteldach, wohl zweite Hälfte 19. Jahrhundert; Scheune, traufseitiger Sandsteinquaderbau mit Steilsatteldach, 1911. Nicht nachqualifiziert, im Bayerischen Denkmal-Atlas nicht kartiert. | D-5-76-142-20 | BW   |

### Gustenfelden
| Lage                     | Objekt                                               | Beschreibung | Akten-Nr.              | Bild           |
| ------------------------ | ---------------------------------------------------- | --- | ---------------------- | -------------- |
| Dorfstraße 13 (Standort) | Scheune                                              | Fachwerkbau mit Steilsatteldach, bezeichnet mit „1869“. | D-5-76-142-21          | BW             |
| Dorfstraße 21 (Standort) | Ehemaliges Gasthaus                                  | Zweigeschossiger Walmdachbau mit Fachwerkobergeschoss und massivem Anbau mit Satteldach an der Westseite, Mitte 18. Jahrhundert, Anbau, 1883. | D-5-76-142-22          | BW             |
| Dorfstraße 30 (Standort) | Evangelisch-lutherische Pfarrkirche St. Bartholomäus | Sandsteinquaderbau mit Satteldach, verputztem Chorturm mit Zeltdach, flachgedecktes Langhaus mit zweiseitiger Empore und eingezogenem Chor mit Kreuzrippengewölbe, 1487, verändert 1692, Langhaus 1869; mit Ausstattung; Kirchhofummauerung, Sandsteinquaderbau, 18./19. Jahrhundert. | D-5-76-142-24 Wikidata | weitere Bilder |

### Hengdorf
| Lage                   | Objekt    | Beschreibung | Akten-Nr.     | Bild |
| ---------------------- | --------- | --- | ------------- | ---- |
| Hengdorf 23 (Standort) | Bauernhof | Ehemaliges Wohnstallhaus, erdgeschossiger, traufseitiger und verputzter Sandsteinquaderbau mit Steilsatteldach, Fachwerkgiebel und breiter Schleppgaube, zweite Hälfte 17. Jahrhundert; Stallgebäude, erdgeschossiger, verputzter Satteldachbau, Mitte 19. Jahrhundert. | D-5-76-142-25 | BW   |

### Kottensdorf
| Lage                    | Objekt                         | Beschreibung | Akten-Nr.     | Bild           |
| ----------------------- | ------------------------------ | --- | ------------- | -------------- |
| Brunnenweg 3 (Standort) | Evangelisch-lutherische Kirche | Mittelalterliche Chorturmanlage, verputzter Sandsteinquaderbau mit Mansarddach und Chorturm mit Spitzhelm, Langhaus mit Holztonnendecke und eingezogener Chor mit Kreuzrippengewölbe, um 1400, Turm bezeichnet mit „1494“, Langhausverlängerung 1738; mit Ausstattung. | D-5-76-142-27 | weitere Bilder |
| Mühlleite 1 (Standort)  | Scheune                        | Fachwerkbau mit Steilsatteldach, um 1900. | D-5-76-142-28 | BW             |

### Leuzdorf
| Lage                      | Objekt                   | Beschreibung | Akten-Nr.     | Bild |
| ------------------------- | ------------------------ | --- | ------------- | ---- |
| Sonnenleite 12 (Standort) | Ehemaliges Wohnstallhaus | Erdgeschossiger, traufseitiger Steilsatteldachbau mit Fachwerkgiebel, bezeichnet mit „1699“; Scheune, Fachwerkbau mit Steilsatteldach, 19. Jahrhundert. | D-5-76-142-30 | BW   |

### Nemsdorf
| Lage                                 | Objekt                 | Beschreibung | Akten-Nr.     | Bild                   |
| ------------------------------------ | ---------------------- | --- | ------------- | ---------------------- |
| Am Wintergraben 2 (Standort)         | Ehemaliger Vierseithof | Wohnstallhaus, erdgeschossiger, giebelständiger Steilsatteldachbau mit Fachwerkgiebel, dendrochronologisch datiert auf 1769/70; Scheune, Fachwerkbau mit Steilsatteldach, zweite Hälfte 18. Jahrhundert, nach 1821 erweitert; Austragshaus, erdgeschossiger Fachwerkbau mit Steilsatteldach, dendrochronologisch datiert auf 1778/83; Stallgebäude, erdgeschossiger Sandsteinquaderbau mit Steilsatteldach, drittes Viertel 19. Jahrhundert. | D-5-76-142-31 | Ehemaliger Vierseithof |
| Nähe Dietersdorfer Straße (Standort) | Scheune                | Giebelständiger Sandsteinquaderbau mit Steilsatteldach und Fachwerkgiebel, 18. Jahrhundert. | D-5-76-142-34 | Scheune                |
| Dietersdorfer Straße 13 (Standort)   | Scheune                | Giebelständiger Fachwerkbau auf Sandsteinsockel mit Steilsatteldach, wohl drittes Viertel 19. Jahrhundert. | D-5-76-142-33 | Scheune                |

### Prünst
| Lage                             | Objekt    | Beschreibung | Akten-Nr.     | Bild |
| -------------------------------- | --------- | --- | ------------- | ---- |
| Prünster Dorfstraße 8 (Standort) | Bauernhof | Wohnstallhaus, erdgeschossiger, giebelständiger Sandsteinquaderbau mit Steilsatteldach und Fachwerkgiebel, um 1700; Scheune, traufseitiger Fachwerkbau mit Steilsatteldach, Mitte 18. Jahrhundert. | D-5-76-142-37 | BW   |

### Regelsbach
| Lage                                             | Objekt                                        | Beschreibung | Akten-Nr.     | Bild |
| ------------------------------------------------ | --------------------------------------------- | --- | ------------- | ---- |
| Fürther Straße 2; Hengdorfer Straße 4 (Standort) | Bauernhaus                                    | Erdgeschossiger, giebelständiger Sandsteinquaderbau mit Steilsatteldach, bezeichnet mit „1851“; Scheune, Sandsteinquader- und Fachwerkbau mit Schopfwalmdach und vorkragendem Obergeschoss, dendrochronologisch datiert auf 1613. | D-5-76-142-39 | BW   |
| Hengdorfer Straße 1, 3 (Standort)                | Scheune                                       | Giebelständiger Fachwerk- und Sandsteinquaderbau mit Steilsatteldach, 18. Jahrhundert, 1989 modern überformt. | D-5-76-142-41 | BW   |
| Hengdorfer Straße 2 (Standort)                   | Evangelisch-lutherisches Pfarrhaus            | Zweigeschossiger, verputzter Sandsteinquaderbau mit Walmdach und Zwerchhaus, 1737; Nebengebäude, erdgeschossiger Fachwerkbau mit Krüppelwalmdach und Dachhaus, wohl erste Hälfte 19. Jahrhundert, erneuert 1908; Einfriedung des Pfarrgartens, Sandsteinquadermauer mit Einfahrt, wohl 18. Jahrhundert. | D-5-76-142-40 | BW   |
| Hengdorfer Straße 8 (Standort)                   | Wohnstallhaus                                 | Erdgeschossiger, giebelständiger Sandsteinquaderbau mit Steilsatteldach, bezeichnet mit „1809“. | D-5-76-142-42 | BW   |
| Hengdorfer Straße 10 (Standort)                  | Evangelisch-lutherische Pfarrkirche St. Georg | Verputzter Sandsteinquaderbau mit Steilsatteldach und Chorturm mit Spitzhelm, Langhaus mit Hohlkehlendecke und eingezogenem Chor mit Kreuzrippengewölbe, Turm im Kern 1295, Langhaus 15. Jahrhundert, Einbau der Emporen 1660, Einwölbung der Decke und Barockisierung 1747, Turmobergeschosse 1755; mit Ausstattung; Friedhofsbefestigung, Ringmauer aus Sandsteinquadern, wohl 15. Jahrhundert, mit Torturm an der Südwestseite, Sandsteinquaderbau mit spitzbogigem Tor und Zeltdach, bezeichnet mit „1759“. | D-5-76-142-43 | BW   |
| Leitelshofer Straße 6 (Standort)                 | Ehemaliges Bauernhaus                         | Zweigeschossiger Walmdachbau, mit Fachwerkobergeschoss, 1724. | D-5-76-142-44 | BW   |
| Schwabacher Straße 4, 4 a (Standort)             | Scheune                                       | Fachwerkbau mit Steilsatteldach und hofseitigem Dachüberstand, modern bezeichnet mit „1706“. | D-5-76-142-45 | BW   |

### Zwieselhof
| Lage                    | Objekt                                                                  | Beschreibung                              | Akten-Nr.     | Bild |
| ----------------------- | ----------------------------------------------------------------------- | ----------------------------------------- | ------------- | ---- |
| Zwieselhof 3 (Standort) | Zwei Torpfeiler und Reste der ehemaligen Hofumfriedung des Zwieselhofes | Sandstein, barock, Mitte 18. Jahrhundert. | D-5-76-142-50 | BW   |

## Ehemalige Baudenkmäler
In diesem Abschnitt sind Objekte aufgeführt, die früher einmal in der Denkmalliste eingetragen waren, jetzt aber nicht mehr. Objekte, die in anderem Zusammenhang also z. B. als Teil eines Baudenkmals weiter eingetragen sind, sollen hier nicht aufgeführt werden. Aktennummern in diesem Abschnitt sind ehemalige, jetzt nicht mehr gültige Aktennummern.

| Lage                        | Objekt               | Beschreibung                               | Akten-Nr.     | Bild |
| --------------------------- | -------------------- | ------------------------------------------ | ------------- | ---- |
| Weiler Weiler 7 (Standort)  | Fachwerkscheune      | Bezeichnet mit „1876“.                     | D-5-76-142-47 | BW   |
| Weiler Weiler 11 (Standort) | Scheune mit Fachwerk | Bezeichnet mit „1826“.                     | D-5-76-142-46 | BW   |
| Weiler Weiler 12 (Standort) | Fachwerkscheune      | 18. Jahrhundert, 1892 und 1900 verlängert. | D-5-76-142-49 | BW   |
| Weiler Weiler 19 (Standort) | Fachwerkscheune      | Nach Plan von 1899.                        | D-5-76-142-48 | BW   |

## Abgegangene Baudenkmäler
In diesem Abschnitt sind Objekte aufgeführt, die früher einmal in der Denkmalliste eingetragen waren, jetzt aber nicht mehr existieren, z. B. weil sie abgebrochen wurden. Aktennummern in diesem Abschnitt sind ehemalige, jetzt nicht mehr gültige Aktennummern.

| Lage                                        | Objekt             | Beschreibung | Akten-Nr.     | Bild |
| ------------------------------------------- | ------------------ | --- | ------------- | ---- |
| Regelsbach Leitelshofer Straße 4 (Standort) | Ehemalige Schmiede | Erdgeschossiger, giebelständiger und verputzter Satteldachbau mit östlichem Anbau, 18. Jahrhundert, Anbau im Kern 19. Jahrhundert. | D-5-76-142-51 | BW   |